# Schlangenberg
Schlangenberg este o arie protejată (arie specială de conservare — SAC, sit de importanță comunitară — SCI) din Germania întinsă pe o suprafață de 107,91 ha, integral pe uscat.

## Localizare
Centrul sitului Schlangenberg este situat la coordonatele 50°44′30″N 6°15′01″E / 50.7417°N 6.2503°E.

## Înființare
Situl Schlangenberg a fost declarat sit de importanță comunitară în martie 2001 pentru a proteja un număr necunoscut de specii din flora spontană și fauna sălbatică aflate în arealul zonei. Situl a fost protejat și ca arie specială de conservare în februarie 2005.

## Biodiversitate
Situată în ecoregiunea continentală, aria protejată conține 2 habitate naturale: Pajiști calaminariene cu Violetalia calaminariae, Păduri de fag Asperulo-Fagetum.
La baza desemnării sitului se află un număr nedeclarat de specii protejate:
Pe lângă speciile protejate, pe teritoriul sitului au mai fost identificate 9 specii de plante, 4 specii de nevertebrate, 1 specie de reptile.